# There are seven that pull the thread
There are seven that pull the thread è una canzone con parole di W. B. Yeats e musica scritta dal compositore inglese Edward Elgar nel 1901.

## Storia
La canzone è tratta dall'atto I dalla commedia Grania e Diarmid scritta in prosa poetica da Yeats e dal romanziere irlandese George Moore. Questa canzone e la musica di scena che Elgar scrisse per l'opera, tratta dalla suo Op. 42.
La commedia era dedicata a Henry Wood e la sua prima esibizione avvenne al Gaiety Theatre di Dublino nell'ottobre del 1901.
La minuscola canzone è per uno dei personaggi, Laban, da cantare al suo filatoio. Elgar accompagna la prosa di Yeats con una orchestrazione delicata e fantasiosa: impiega archi smorzati, arpa, flauto, clarinetto, fagotto e un paio di corni. La canzone è semplice e delicata, in piccole sezioni simili a recitativi. La dinamica indicata è poco più di un morbido pianissimo.

## Lyrics
There is one under the waves,

There is one where the winds are wove,

There is one in the old grey house

Where the dew is made before dawn.

One lives in the house of the sun,

And one in the house of the moon,

And one lies under the boughs of the golden apple tree,

And one spinner is lost.

Holiest, holiest seven

Put all your pow'r on the thread

That I've spun in the house tonight.»
Ce n'è uno sotto le onde,

Ce n'è uno dove si snodano i venti,

Ce n'è uno nella vecchia casa grigia

Dove viene fatta la rugiada prima dell'alba.

Uno vive nella casa del sole,

E uno nella casa della luna,

E uno giace sotto i rami del melo d'oro,

E un filatore è perduto.

I più santi, i più santi sette

Metti tutto il tuo potere sul filo

Che stasera mi sono infilato in casa.»

## Incisioni
- Elgar: Complete Songs for Voice & Piano Amanda Roocroft (soprano), Reinild Mees (piano)

## Biografia
- Banfield, Stephen, Sensibility and English Song: Critical studies of the early 20th century (Cambridge University Press, 1985) ISBN 0-521-37944-X
- Kennedy, Michael, Portrait of Elgar (Oxford University Press, 1968) ISBN 0-19-315414-5
- Moore, Jerrold N. “Edward Elgar: a creative life” (Oxford University Press, 1984) ISBN 0-19-315447-1